# René Jam Afane
René Jam Afane (né vers 1910 - 19 mars 1981) est un enseignant camerounais. Il est connu pour avoir composé le texte du Chant de Ralliement, hymne national du Cameroun, en 1928, à l'École Normale de Foulassi, avec Samuel Minkyo Bamba, de la même promotion, qui a composé la musique.

## Biographie

### Enfance et débuts
De condition modeste, René Jam Afane vient étudier à Foulassi de 1922 à 1924, puis de 1925 à 1928, avant d'y enseigner en 1929. Il passe de l'enseignement privé à l'enseignement public en 1933, d'abord à l'école régionale de Dschang, puis en 1937 à Sangmélima, avant d'être affecté à Ambam, puis Ebolawa en 1943, où il fait la rencontre de Ferdinand Oyono.

### Carrière
Il est candidat en 1952 aux élections de l'assemblée territoriale du Cameroun, circonscription du Dja et Lobo.
Il bénéfice en 1953 d'un stage de quatre mois à l'école normale d'instituteurs de Saint-Cloud, à Rouen.

## Vie privée
Son fils, André Ze Jam Afane, également connu sous le pseudonyme de Bulu Fulassi, est musicien et conteur.

## Œuvre
Il est connu pour avoir composé le texte de le texte du Chant de Ralliement, hymne national du Cameroun, en 1928, à partir des propositions faites par ses condisciples pensionnaires de l'École Normale de Foulassi. Il y fut notamment l'élève de Camille Chazeaud. Samuel Minkyo Bamba, de la même promotion, a pour sa part composé la musique de cet hymne. 
René Jam Afane est décoré du mérité camerounais de première classe. 